# Булектомија
Булектомија је хируршки поступак за уклањање проширеног ваздушног простора у плућима  испуњеног булама (већим од 1 см) које могу потистиснути здраво плућно ткиво и изазвати симптом као што је диспнеја (отежано дисање). Буле које заузимају више од 30% хемиторакса  називају се џиновске буле. Најчешћи узрок плућних була је хронична опструктивна болест плућа. Друга стања повезана са плућним булама су недостатак алфа-1 антитрипсина, Марфанов синдром Елерс-Данлос синдром, пушење кокаина, саркоидоза, ХИВ инфекција и интравенска злоупотреба дрога.
Буле повећавају физиолошки мртви простор и притискају околно нормално плућно ткиво. Огромне буле такође врше притисак на пречагу (дијафрагму) и утичу на њену контрактилност. Клинички ток џиновске буле може бити компликован пнеумотораксом и акумулацијом течности унутар буле.

## Индикације
Одабир пацијената за један је од најважнијих аспеката успешне булектомије. Најчешће индикације за булектомију укључују следеће:
- тешка диспнеја изазвана џиновским булама (која заузимају 30% или више хемиторакса),
- спонтани секундарни пнеумоторакс,
- бол у грудном кошу,[8]
- поновљена инфекција плућа,
- хемоптизија

Неки аутори такође препоручују операцију була које се повећавају на серијским рендгенским снимцима грудног коша, као и за лезије које заузимају више од 50% хемиторакса, чак и ако је пацијент асимптоматски.

## Контраиндикације
Контраиндикације за булектомију, које су повезан  са повећаним ризиком од хируршке интервенције, укључују следеће:
- значајна коморбидна стања,
- лоше дефинисане буле (на основу снимка грудног коша),
- плућна хипертензија,
- форсирани експираторни волумен у 1 секунди (ФЕВ 1) који је мањи од 35%,
- хиперкапнија,
- хронично плућно срце (лат - cor pulmonale chronicum)
- капацитет дифузије угљен-моноксида мањи од 40%,

Повећан ризик од операције постоји код апацијената старије животне доби, иако старост није апсолутна контраиндикација.

## Превенција компликација
Пажљив одабир пацијената је камен темељац напора да се смањи смртност и морбидитет пацијената. Принципи превенције компликација укључују следеће:
- Рана екстубација, која минимизира трајање вентилације са позитивним притиском и ризик од баротрауме повезан са њом.[11][12]
- Одржавање ниског интраоперативног плимног волумена, што минимизира баротрауму неоперативног плућа током операције
- Минимална интраоперативна реанимација течностима и минимална постоперативна употреба течности, што минимизира ризик од плућног едема и хипоксемије
- Тоалет плућа у раном постоперативном периоду.

## Терапија
Избор хируршке технике зависи од величине и броја була које треба уклонити, па се булектомија може извршити торакотомијом или  видео-потпомогнутом торакоскопском  хирургијом (која је мање инвазивна метода).

### Торакотомијаилистернотомија
Торакотомија или стернотомија, је поступак на отвореном грудном кошу, у коме се испод пазуха направи рез дужине 10 до 15 cm кроз који се була или буле могу ручно уклонити. Када се изводи отворена торакотомија, антеролатерални или постеролатерални приступ се генерално користи за једнострану и средњу стернотомију код обостраног облика болест.

### Видеоасистирана торакоскопска хирургија
Видеоасистирана торакоскопска хирургија (ВАТС), је  поступак у којем се на грудима направи неколико малих резова у близини була како би се оне могле уклонити торакоскопом и/или специјалним инструментима који се прате уз помоћ камере преко видео екрана.
Након ресекције буле, плућа се испитују на евентуално цурења ваздуха и крварење. Потом се изводи  нежна реекспанзија резидуалног плућа да би се проверило како се испуњава плеуралну шупљину. Након што се једна или две грудне цеви ставље у плеуралну шупљину, резови на грудном кошу се затворају и прекривају стерилним повескама. 
Трајање операције
Просечан поступак булектомије траје око три сата, али то може варирати, у зависности од случаја и обучености хирурга.
Поступак након операције
Након операције спроводи се:
- постоперативна контрола бола аналегетицима,
- бронходилататација,
- терапија антибиотика  у циљу спречава  евентуална инфекције,
- тоалтета плућа,
- профилакса дубоке венске тромбозе (ДВТ).

Одмах након операције, исти дан пацијент се подстиче на рано постоперативно кретање. Рано кретање је важно јер покреће производњу угљен-диоксида, приморавајући пацијента да вентилише и на тај начин ублажава постоперативну  ателектазу.
Грудне цеви се остављају у торакалној дупљи све док се цурење ваздуха не заврши и плућа се потпуно не прошире. 
Пацијенти се након операције непрекидно прате због хипоксије и хиперкарбије. Радиографија грудног коша се ради по потреби како би се правовремено открила појава евентуалног постоперативног пнеумоторакса.

## Исход
Након булектомије, околно здраво плућно ткиво се шири, а механика грудног коша се побољшава захваљујући ремоделирању грудног коша и пречаге (дијафрагме). То доводи  до симптоматског и функционалног побољшања.

Највећа корист се уочава код пацијената са великим булама праћеним тешким загушењем суседних структура, превлашћу горњих режњева плућа и минималним основним емфиземом.
Преоперативна величина буле је најважнија детерминанта побољшања респираторног капацитета након булектомије.
Максимална корист се примећује у првој години након операције. Побољшања симптома и плућних параметара опадају неколико година након операције, али је стање пацијента боље него у периоду пре хируршког лечења.

## Превенција након операције
Плућна рехабилитација и престанак пушења су важни у лечењу ових пацијената. Пад плућне функције после операције је мањи код оних пацијената који су престали да пуше него код оних који настављају да пуше.